# 펨바 북부주

펨바 북부주의 위치

펨바 북부주(영어: North Pemba, 스와힐리어: Kaskazini Pemba)는 탄자니아 동부 인도양에 있는 펨바섬 북부에 위치한 주로, 주도는 웨테이며 인구는 186,013명(2002년 기준)이다. 남쪽으로는 펨바 남부주와 인접해 있으며 펨바 해협을 경계로 탕가주와 인접해 있다.